# Moixiganguers d'Igualada

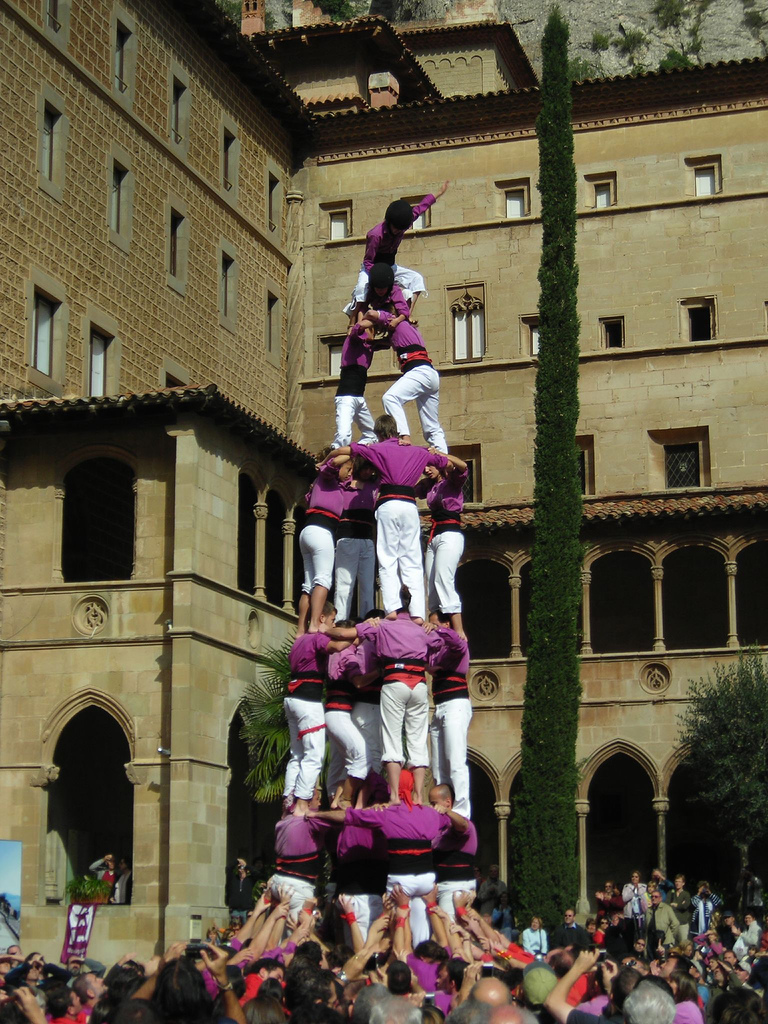
4 de 7 amb l'agulla a Montserrat

Els Moixiganguers d'Igualada són la colla castellera d'Igualada, comarca de l'Anoia, fundada el 1995.
Els Moixiganguers han descarregat el 3 de 9 amb folre, 4 de 9 amb folre, 4 de 8 amb l'agulla, 5 de 8, el 2 de 8 amb folre, el 7 de 8, el 3 de 8, el 4 de 8, i el pilar de 6 i han assolit tota la gamma de castells de 7 i 6 pisos. Prop d'un miler de persones han vestit la camisa morada que els caracteritza.
Els Moixiganguers assoliren una fita en la història del món casteller el 22 d'agost de 2010, en la diada de la Festa Major d'Igualada, quan es convertiren en la primera colla castellera convencional que aconseguia descarregar el 4 de 8 en el primer intent realitzat.
L'any 2017 la colla va rebre el premi ‘Ara Castells' a la colla més segura, després d'una temporada sense cap caiguda. Al final de les temporades 2018 i 2022 els Moixiganguers van guanyar el premi "Colla de la Temporada", concedit a una colla que no és de gamma extra, i en la Nit de Castells de febrer de 2023 també van ser premiats en la nova categoria del Baròmetre Casteller a la colla més completa en la gamma de 8.

## Història

### Precedents i primers 15 anys (1995-2009)

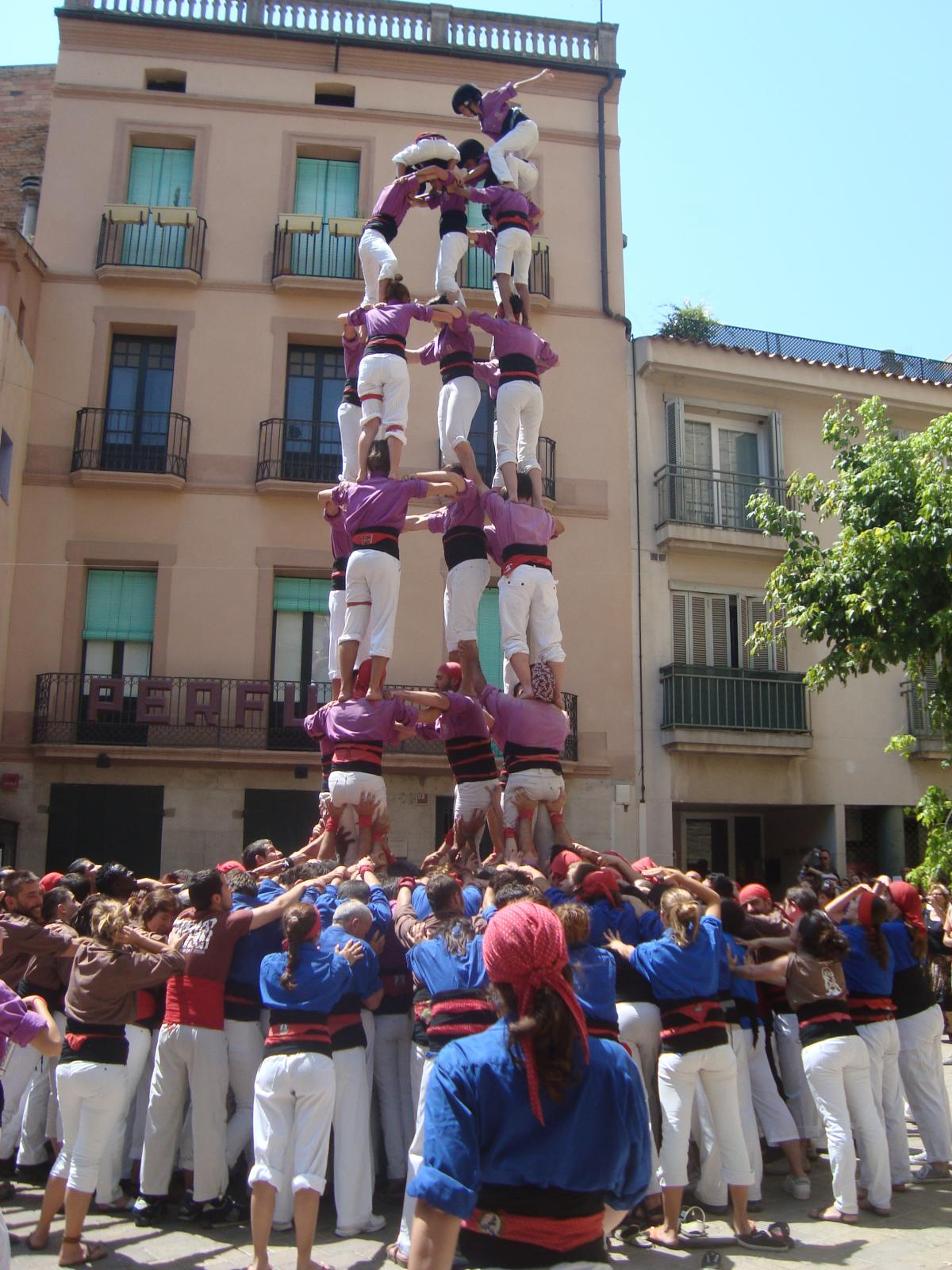
5 de 7 dels Moixiganguers descarregat el 10 de juliol de 2011 en l'actuació de l'aniversari Cal Tabola.

Les primeres notícies que es tenen d'una colla castellera a Igualada són dels anys 1920, quan no n'hi havia una sinó dues, amb noms colla vella i colla nova d'Igualada. Aquestes colles, però, es diferenciaven de la resta de colles castelleres pel que fa a la vestimenta, ja que a Igualada, els castellers vestien l'uniforme típic dels balls de la Moixiganga.
Aquestes colles desaparegueren durant la guerra civil, i fins a l'any 1994 no es planteja la formació d'una nova colla. Cap a mitjans de l'octubre de 1994, comença a assajar l'actual colla amb el nom de Moixiganguers d'Igualada, amb Marcel·lí J. Valls com a cap de colla, i Marta Riba com a presidenta. En una votació es va decidir que la camisa seria de color morat.
La presentació oficial i primera actuació de la colla va ser el 22 d'abril de 1995, a l'ermita de Sant Jaume Sesoliveres, per la diada de Sant Jordi. En aquella actuació, els Moixiganguers d'Igualada van fer el tres de sis i un pilar de quatre. En aquesta diada, però, encara no hi havia camises oficials i, per tant, es va actuar amb la camisa que portava cadascú. L'agost del 1995 actuaren a la festa major d'Igualada ja amb les camises noves, on descarregaren per primera vegada la torre de sis. L'any 1996 va ser un any de noves construccions, ja que la colla aconseguí el primer tres de set, en la festa major, i el primer 4 de 7, a la Fira de Sant Miquel a Lleida, i a més la ciutat veié el primer castell de nou, un 3 de 9 amb folre carregat per la Colla Vella dels Xiquets de Valls. Durant les dues següents temporades, els Moixiganguers van fer nous castells de la gamma de set, aconseguint el 4 de 7 amb l'agulla l'any 1998 i un excel·lent 5 de 7 l'any 1999.
Durant la temporada 2000, els Moixiganguers d'Igualada reafirmaren el seu nivell de colla de set. L'any 2001 va suposar un pas endavant, realitzant castells de 7 a totes les places i consolidant castells com el 4 de 7 amb l'agulla, descarregat 8 vegades, i el 5 de 7, descarregat 3 vegades. El 2002 varen tornar-se a repetir totes les construccions i es va intentar dues vegades sense èxit la torre de 7. L'any 2004 la colla va millorar el nivell aconseguint una vegada el 5 de 7, per festa major, juntament amb el 3 de 7, i el 4 de 7 amb l'agulla, i fent castells de set a gairebé totes les actuacions. La colla va poder tornar a oferir dos pilars de cinc simultanis. Durant el 2005 no es va poder repetir la millor actuació de la història moixiganguera i es va baixar una mica el nivell quant al nombre de castells de set fets. En tot cas, es va tornar a descarregar el pilar de 5 aixecat per sota en l'actuació de Montserrat. El 2006, amb canvi de la junta i de l'equip tècnic, es va patir un retrocés quant a castells de set, tornant-se a quedar amb el 4 de 7 amb l'agulla com a millor castell.
L'any 2007 el cap de colla fou Miquel Bernadí, que marcà com a objectiu fer un castell de 7 a cada actuació, amb actuacions "in crescendo", mot musical italià que vol dir en augment, és a dir augmentant els castells de 7 per anar deixant enrere els de 6. El principi de temporada va ser dels millors en la història de la colla, descarregant com a mínim el 3 de 7 a cada actuació i descarregant el 3 de 7, 4 de 7 i 4 de 7 amb l'agulla a l'actuació del mes de juny a Igualada. El 2008 fou un gran any i van sovintejar els castells de set a totes les actuacions, aconseguint un total de 36 castells. Es va tornar a recuperar el 5 de 7 fent-lo en tres ocasions i per primera vegada es va fer el 3 de 7 amb l'agulla.
El 2009 fou un any d'esplendor morada. La colla volgué demostrar que començava la temporada en forma tot realitzant el 5 de 7, el 4 de 7 amb l'agulla i el 3 de 7 a l'actuació de l'aniversari, assolint així els seus millors castells a la primera actuació important de l'any. Durant la temporada es completaren nou 5 de 7, deu 4 de 7 amb agulla, dos 3 de 7 amb agulla i s'afegí un nou castell per la colla com el 3 de 7 aixecat per sota, tot fent-lo fins a cinc vegades. Els Moixiganguers van completar la temporada carregant per primera vegada la delicada i desitjada torre de 7 durant la Diada de la Colla, en el que era el sisè intent dels morats després de molts anys d'anar-hi al darrere.
El mes de juliol de 2009 els Moixiganguers deixaren el local situat al Casal Interparroquial del Passeig Verdaguer i inauguraren el local de Cal Tabola, en una antiga adoberia situada al carrer de Sant Antoni de Baix, 106 d'Igualada.

### Castells de vuit (2010-2018)

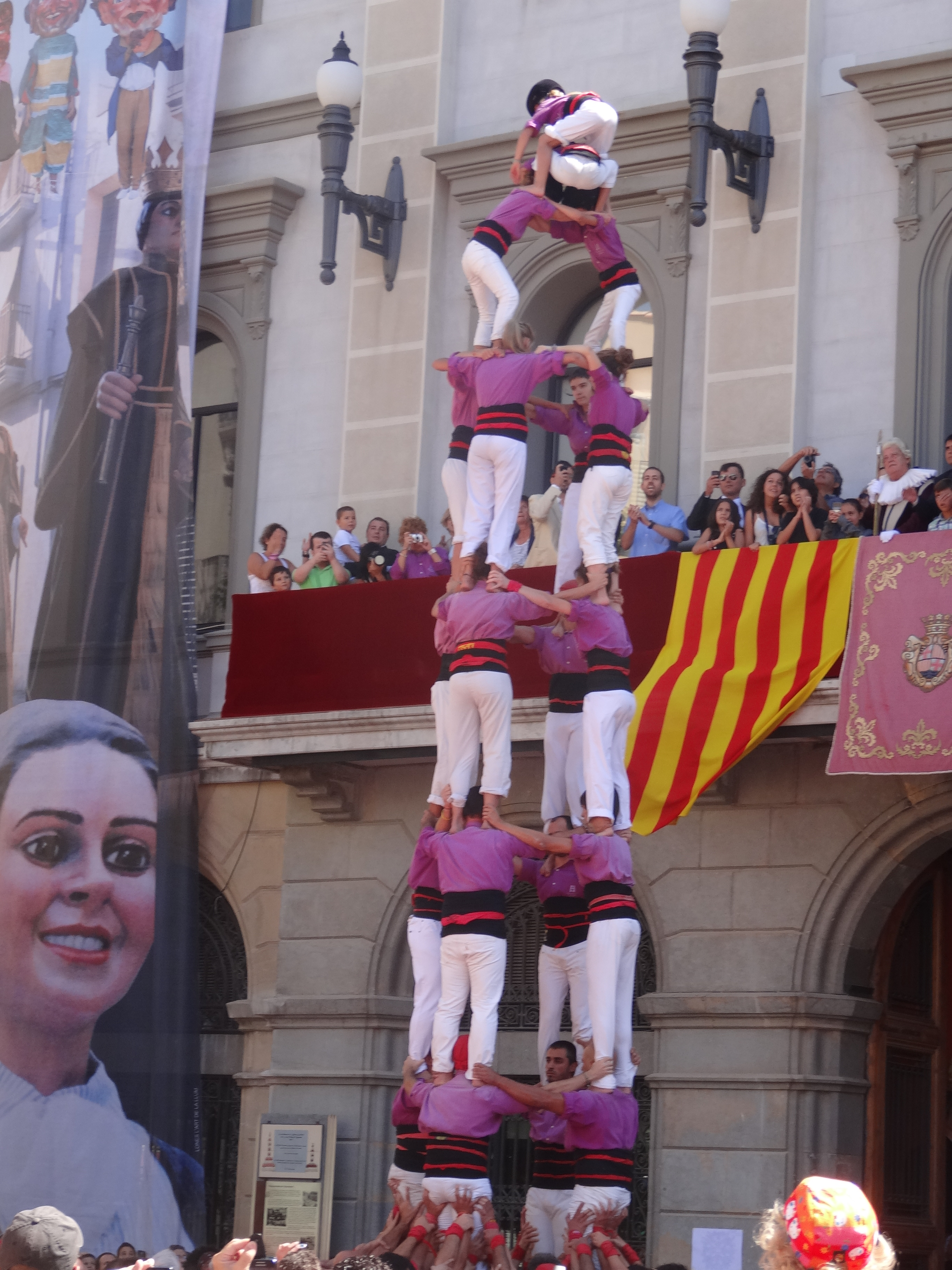
4 de 8 descarregat pels Moixiganguers en la Festa Major d'Igualada de 2013

La temporada 2010 s'inicià amb una actuació a Lleida i amb l'actuació de l'aniversari en que commemoraren el quinzè aniversari de la colla tot assolint el 5 de 7, el 3 de 7 aixecat per sota i el 4 de 7 amb l'agulla. El mes d'agost la colla realitzà una sortida de 3 dies a Leitza (Navarra), completant una actuació amb el 3 de 7, 4 de 7 i 5 de 6 davant una plaça de l'Ajuntament atapeïda de gent curiosa, amb l'explicació corresponent des de la megafonia.
La diada de la Festa Major d'Igualada celebrada el 22 d'agost de 2010 fou històrica, ja que els Moixiganguers d'Igualada es convertiren en la segona colla de la història del món casteller, després dels Arreplegats de la Zona Universitària, que aconsegueix descarregar el 4 de 8 en el primer intent realitzat per la colla. Amb un tronc força carregat de pes, però amb bona pinta, el castell es va alçar lent, però sense perdre gaire la mida. A l'entrada dels dosos va haver-hi moments de dubtes per part de la canalla. Amb l'empenta de la gent de la plaça, la canalla no va recular i va continuar el seu ascens fins a carregar el castell. La sortida va ser bona i els castellers del tronc van defensar el castell amb molta veterania, malgrat que s'anaven estirant a terços i quarts. L'eufòria va ser màxima en veure que els igualadins feien història en descarregar el seu primer castell de vuit. El cap de colla, Miquel Bernardí, donà les gràcies a Sant Bartomeu “per la força que ens ha donat” entre crits de “Som de vuit”. Després de l'èxit, els Moixiganguers completaren la seva millor actuació descarregant el 5 de 7 i el 3 de 7 aixecat per sota.
El 5 de setembre, a Vilanova del Camí, la colla assolí de nou el 4 de 8, aquesta vegada només carregat. Amb aquestes darreres actuacions la colla se situà juntament amb els Castellers de Sabadell i els Castellers de la Vila de Gràcia com una de les colles de la franja alta de 7 i bàsica de 8 que s'apropaven a les colles de nivell més alt. El 24 d'octubre, en la diada de la colla, descarregaren per primera vegada el 5 de 7 amb l'agulla, essent la tercera colla de la història en coronar aquesta construcció, després dels Castellers de Vilafranca i els Nens del Vendrell. La colla tancà la temporada 2010 a Sant Martí de Tous, descarregant un inèdit 9 de 6.
La temporada 2011 s'inicià amb canvis a la junta, amb Jaume Planas com a nou president en substitució d'Adela Majoral, i amb Joan Vilaseca com a nou cap de colla, en substitució de Miquel Bernadí. El 23 d'octubre de 2011, en la 17a diada dels Moixiganguers, la colla va descarregar de nou el 4 de 8, per segona vegada en la seva història i després d'haver-lo carregat en altres quatre ocasions. L'actuació es completà amb un 5 de 7 i un 3 de 7 aixecat per sota. Pocs dies després, el 30 de novembre, la colla va tornar a descarregar el 4 de 8, aquesta vegada a Vilafranca del Penedès en la diada dels Xicots de Vilafranca. El 13 de novembre els Moixiganguers van cloure a Sant Martí de Tous la temporada 2011, descarregant per primera vegada el 7 de 7.
El 6 d'octubre de 2012 la colla participà per primera vegada en el Concurs de Castells de Tarragona i assolí la sisena posició d'entre les 20 colles que participaren en la primera jornada, i la 18a posició d'entre el total de 32 colles, quedant primera d'entre les colles debutants. En aquesta 24a edició del concurs, els Moixiganguers realitzaren la millor actuació de la seva història, descarregant al primer intent el 4 de 8 (primer descarregat de la temporada), el 9 de 7 (primer de la colla, i amb un sol enxaneta) i la torre de 7, primera descarregada per la colla, tres anys després d'haver-la carregat per primer cop i perseguida des de feia 11 anys.
El 29 de juny de 2014 els Moixiganguers carregaren per primera vegada a la seva història un castell amb folre, la torre de vuit amb folre, en la Diada de Cal Tabola, a la plaça de Pius XII d'Igualada. Completaren aquesta actuació, la millor de la colla fins aquell moment, descarregant un 4 de 8 i un 9 de 7. Aquest últim castell era el segon 9 de 7 descarregat per la colla, després del que havien realitzat dos anys abans en el concurs de Tarragona. En la diada de la Festa Major d'Igualada, el 24 d'agost de 2014, aconseguiren descarregar per primera vegada la torre de vuit amb folre. Completaren l'actuació amb el 4 de 8 i el 9 de 7 descarregats. En aquesta diada els Minyons de Terrassa descarregaren el 9 de 8, el castell més important que s'havia vist a la ciutat d'Igualada fins aquella data.
El 4 d'octubre de 2014 la colla participà per segona vegada en el Concurs de Castells de Tarragona i assolí la tercera posició d'entre les colles que participaren en la jornada de dissabte, empatada a punts amb les dues primeres, i la 15a posició d'entre el total de colles. En aquesta 25a edició del concurs, els Moixiganguers realitzaren la millor actuació de la seva història, descarregant el 4 de 8, el 2 de 8 amb folre (segon descarregat per la colla), i el 3 de 8 (primer descarregat en la història de la colla) que completava la primera tripleta de vuit de la colla. A inicis de la temporada 2015 els Moixiganguers van descarregar per primera vegada la clàssica de vuit, actuació que consta del 3 de 8, 4 de 8, i 2 de 7, al barri de Gràcia de Barcelona, amb motiu de l'aniversari dels Castellers de la Vila de Gràcia.
L'any 2016, en el XXVI Concurs de castells de Tarragona els Moixiganguers igualaren la millor actuació de la colla, descarregant el 2 de 8 amb folre, el 4 de 8 i el 3 de 8, quedant classificats en la cinquena posició de la jornada de dissabte, i en la setzena del total de colles.

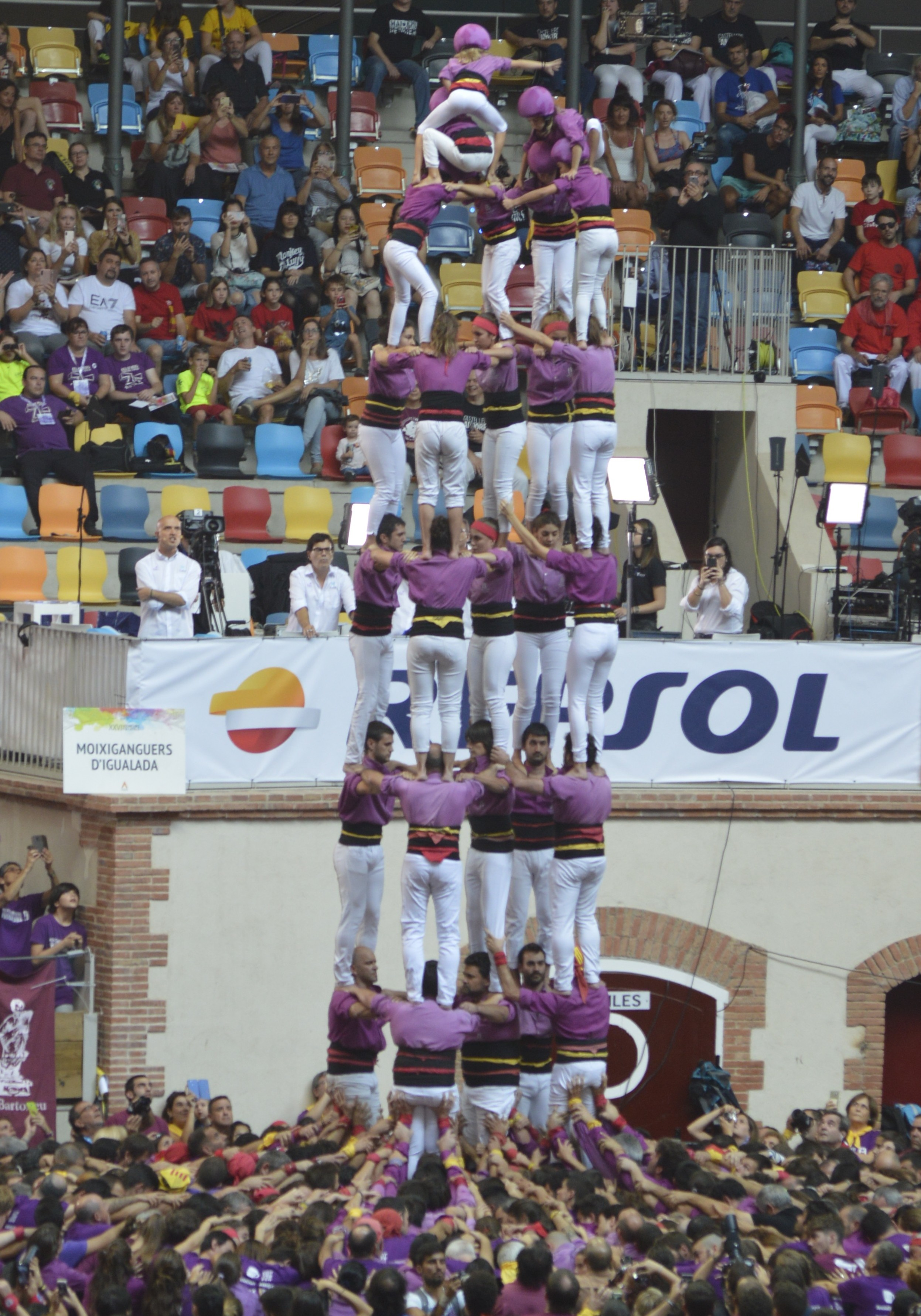
5 de 8 descarregat pels Moixiganguers al Concurs de Tarragona de 2018.

L'any 2017 els Moixiganguers van començar la temporada deixant el local de Cal Tabola i inaugurant el nou local situat a les antigues antigues cotxeres de la Hispano Igualadina, a la Plaça Catalunya, 1, d'Igualada. En la diada de Sant Jordi de 2017 els Moixiganguers celebraren els seus 22 anys descarregant 2 de 8 amb folre, 4 de 8 i 9 de 7, fent així la millor actuació feta mai en la seva la Diada d'Aniversari. En la Diada dels Moixiganguers celebrada el 28 d'octubre de 2017 la colla completà la que fins llavors era la millor actuació de la seva història, descarregant el 2 de 8 amb folre, 5 de 8 i 3 de 8. La catedral, 5 de 8, quedava descarregada en la primera ocasió en què la colla el portava a plaça. En acabar l'any 2017 la colla va rebre el premi ‘Ara Castells' a la colla més segura, després d'una temporada sense cap caiguda, en una gala organitzada pel diari Ara i celebrada a l'antiga fàbrica Damm de Barcelona.
El 26 d'agost de 2018, en la diada de la Festa Major d'Igualada, la colla completà el segon 5 de 8 del seu historial i carregà el pilar de sis en el primer intent que portava a plaça, i descarregà el 2 de 8 amb folre i el 4 de 8, essent aquesta la millor actuació de la colla fins aquell moment, comptant els tres castells i pilar.

### Castells de nou (2018-actualitat)
El 6 d'octubre de 2018 va ser una jornada històrica pels Moixiganguers d'Igualada, ja que es convertiren en colla de nou, descarregant el 3 de 9 amb folre en la jornada de dissabte del XXVII Concurs de castells de Tarragona, que acabà amb un empat en el primer lloc entre els Xiquets de Reus i els Moixiganguers. Les dues colles van sumar 3.460 punts a la Tàrraco Arena Plaça gràcies al 5 de 8, el 3 de 9 amb folre i el 2 de 8 amb folre, fet que suposà la millor actuació de la història dels Moixiganguers. Amb aquesta actuació els Moixiganguers i els de Reus assoliren la 8è posició de les 42 colles participants en els tres dies d'aquesta 27a edició del concurs.
El 28 d'octubre de 2018 els Moixiganguers van assolir per primer cop un castell de 9 a Igualada, ja que en la XXIV Diada de la Colla van descarregar el 3 de 9 amb folre, el 5 de 8 i el 2 de 8 amb folre. D'aquesta manera igualaven la seva millor actuació històrica, que havien assolit 3 setmanes abans al concurs de Tarragona i convertien el seu local d'assaig, Les Cotxeres, en la segona plaça de 9 de la ciutat, ja que la climatologia va obligar a fer aquesta actuació sota cobert. Es convertien d'aquesta manera en la segona colla, després de la Colla Jove Xiquets de Tarragona, que descarregava en les 2 primeres temptatives el 3 de 9 amb folre de les cinc colles que l'havien descarregat en la primera temptativa.
El 27 d'Octubre de 2019, després d'una temporada complicada, els Moixiganguers van revalidar la categoria de 9 pisos, descarregant novament el 3 de 9 amb folre a la XXV Diada de la Colla, acompanyant-lo del 2 de 8 amb folre, el 4 de 8 i el pilar de 6 carregat. D'aquesta manera convertien la Plaça de Pius XII en la tercera plaça de 9 de la ciutat.
Després de la pandèmia que paralitzà en gran part l'activitat castellera els anys 2020 i 2021, els Moixiganguers van fer una bona temporada l'any 2022, descarregant per primera vegada el 7 de 8 la Diada de La Grallada a Vilanova i la Geltrú, i descarregant de nou el 3 de 9 amb folre a la Diada de Misericòrdia a Reus, i carregant-lo 2 vegades, al XXVIII Concurs de Castells de Tarragona on assoliren la 6a posició, i a la Diada de la Capitalitat de la Cultura Catalana a Igualada.
L'any 2023 els Moixiganguers van descarregar per primera vegada a la seva història el pilar de sis en la Diada de Misericòrdia a Reus, cinc anys després d'haver-lo carregat per primera vegada, i van descarregar el 4 de 8 amb l'agulla en la Diada dels Moixiganguers, el 21 d'octubre de 2023, en el primer intent que feien d'aquest castell.
En la temporada 2024 els Moixiganguers van superar en 3 ocasions la millor actuació de la història de la colla. Per, una banda, el 25 d'agost de 2024, en la diada de la Festa Major d'Igualada, la colla descarregà el 3 de 9 amb folre, el 5 de 8, i el 4 de 8 amb l'agulla. Posteriorment, el 6 d'octubre de 2024, al XXIX Concurs de castells de Tarragona, la colla descarregà amb una execució impecable el 3 de 9 amb folre, 4 de 9 amb folre i 5 de 8, actuació coneguda en l'argot casteller com a tripleta màgica, assolint la cinquena posició al concurs. En aquesta actuació la colla va descarregar per primera vegada el 4 de 9 amb folre, en el primer intent que feia d'aquest castell. I finalment, el 26 d'octubre de 2024, en la Diada de la Colla, els Moixiganguers van descarregar el 3 de 9 amb folre, 4 de 9 amb folre i 4 de 8 amb l'agulla, fou la darrera actuació de Jordi Moreno com a cap de colla.

## Diades
Els Moixiganguers d'Igualada acostumen a començar la temporada a final de febrer i acabar-la al novembre. Al llarg de l'any participen en diverses diades, amb un increment de la significació de les places, destacant-ne algunes com Valls, Lleida, Vilafranca del Penedès, Mataró i Barcelona.
Hi ha quatre diades però on els Moixiganguers en són la colla amfitriona. Són les següents:
- Diada de les Cotxeres (local de Les Cotxeres, Igualada) mitjans de Març[47]
- Diada d'Aniversari (Plaça Pius XII, Igualada) final d'Abril[47]
- Diada de Sant Bartomeu, Festa Major d'Igualada (Plaça de l'Ajuntament, Igualada) final d'Agost[47]
- Diada dels Moixiganguers d'Igualada (Plaça Pius XII, Igualada) final d'Octubre[47]

## Local
Després d'assajar en diversos locals, els Moxiganguers d'Igualada van inaugurar el seu primer local propi el juliol del 2009, a Cal Tabola, una antiga adoberia (construcció molt típica al Barri del Rec d'Igualada) situada al Carrer de Sant Antoni de Baix, número 106, Igualada. Des de l'any 2017 tenen el local a les antigues cotxeres de la Hispano Igualadina, a la Plaça Catalunya, 1, d'Igualada.

## Concurs de Castells de Tarragona
La colla va assolir el nivell suficient per debutar al concurs  de castells de Tarragona en la XXIV edició quan en aquest es va crear l'edició de dissabte per a colles situades de la tretzena posició en avall del rànquing classificatori.
Des de llavors els Moixiganguers han participat en totes les edicions que s'han fet. Destaquen moments com la XXIV edició on van ser la millor colla debutant, la XXVII edició on es van convertir en colla de 9 i van guanyar la sessió de dissabte conjuntament amb els Xiquets de Reus, la XXVIII edició en que per primera vegada participaren el la jornada de diumenge i assoliren el 6è lloc, i la XXIX edició, en que descarregaren el 4 de 9 amb folre en el primer intent que la colla feia d'aquest castell i assoliren el 5è lloc completant per primera vegada una tripleta màgica.

### Castells realitzats al Concurs
| Resultat              |
| --------------------- |
| Descarregat (D)       |
| Carregat (C)          |
| Intent (I)            |
| Intent desmuntat (ID) |

| Núm. | Concurs | Data                | Castells | Castells | Castells | Castells | Castells | Punts | Pos.  | Ref.   |
| Núm. | Concurs | Data                | 1a r.    | 2a r.    | 3a r.    | 4a r.    | 5a r.    | Punts | Pos.  | Ref.   |
| ---- | ------- | ------------------- | -------- | -------- | -------- | -------- | -------- | ----- | ----- | ------ |
| 1    | XXIV    | 6 d'octubre de 2012 | 4de8     | 9de7     | 2de7     | —        | —        | 1.080 | 18/32 | [ 48 ] |
| 2    | XXV     | 4 d'octubre de 2014 | 4de8     | 2de8f    | 3de8(id) | 3de8     | —        | 1.635 | 15/41 | [ 49 ] |
| 3    | XXVI    | 1 d'octubre de 2016 | 2de8f    | 4de8     | 3de8     | —        | —        | 1.635 | 16/45 | [ 50 ] |
| 4    | XXVII   | 6 d'octubre de 2018 | 5d8      | 3de9f    | 2d8f     | —        | —        | 3.460 | 8/42  | [ 51 ] |
| 5    | XXVIII  | 2 d'octubre de 2022 | 5de8     | 3de9f(c) | 2de8f    | —        | —        | 3.265 | 6/41  |        |
| 6    | XXIX    | 6 d'octubre de 2024 | 3de9f    | 4de9f    | 5de8     | —        | —        | 4.000 | 5/42  | [ 45 ] |